# Río Unzha
El río Unzha (en ruso: Унжа) es un río de la Rusia europea, que discurre por los óblasts de Vólogda y Kostromá. El Unzha es un afluente del Volga.

## Geografía
El río tiene una longitud de 426 km y una cuenca hidrográfica de 28.900 km². Nace de la cinfluencia de los ríos Kema y Lundonga. Desemboca en el embalse de Gorki, sobre el Volga. Permanece helado de octubre-noviembre a abril-mayo.
Sus principales afluenttes son:
- Viga
- Neya
- Mezha

El río pasa por las localidades de Kologriv, Mánturovo y Makáriev.

## Galería

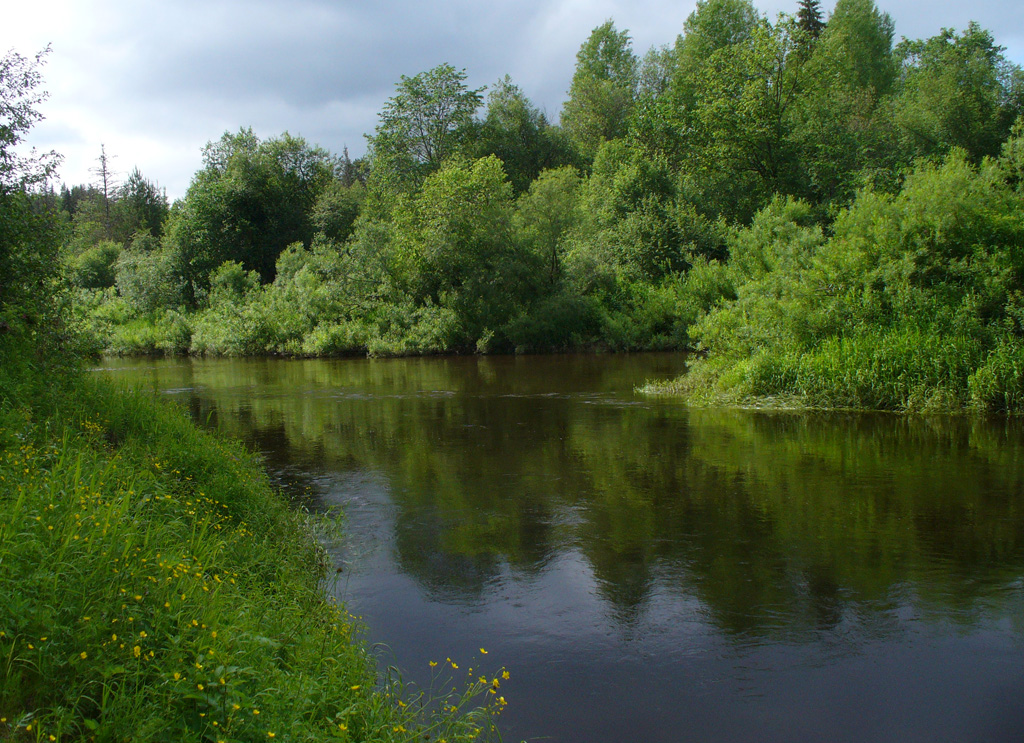
Unión del Kema y el Lundonga.
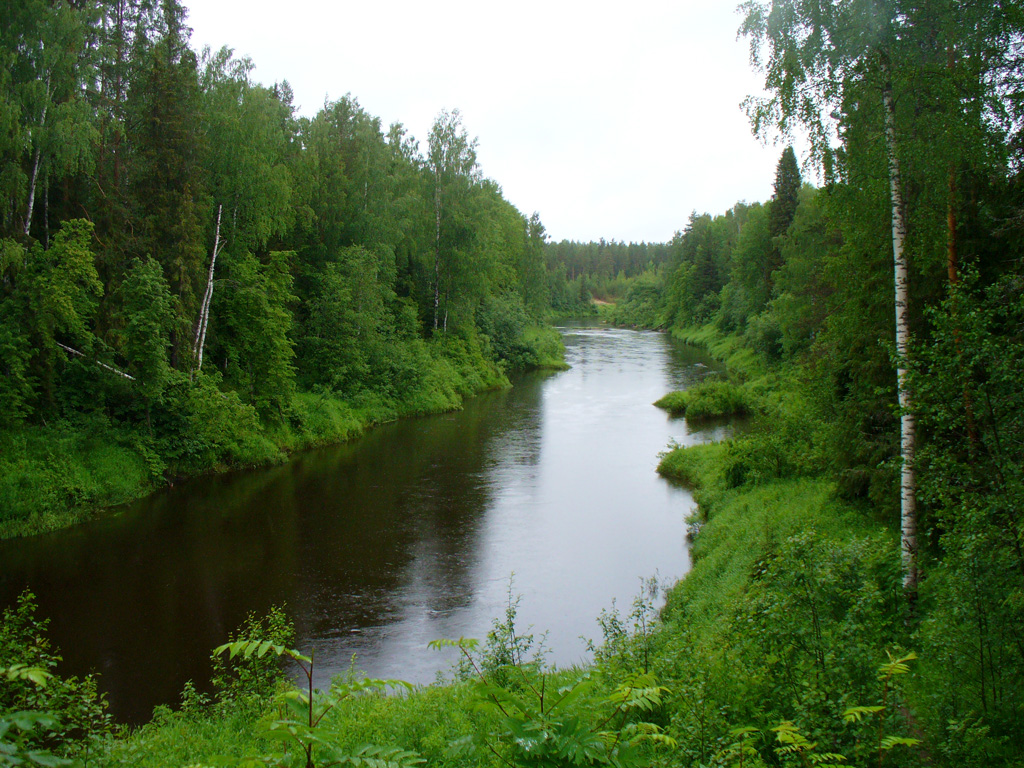
Curso superior del Unzha.
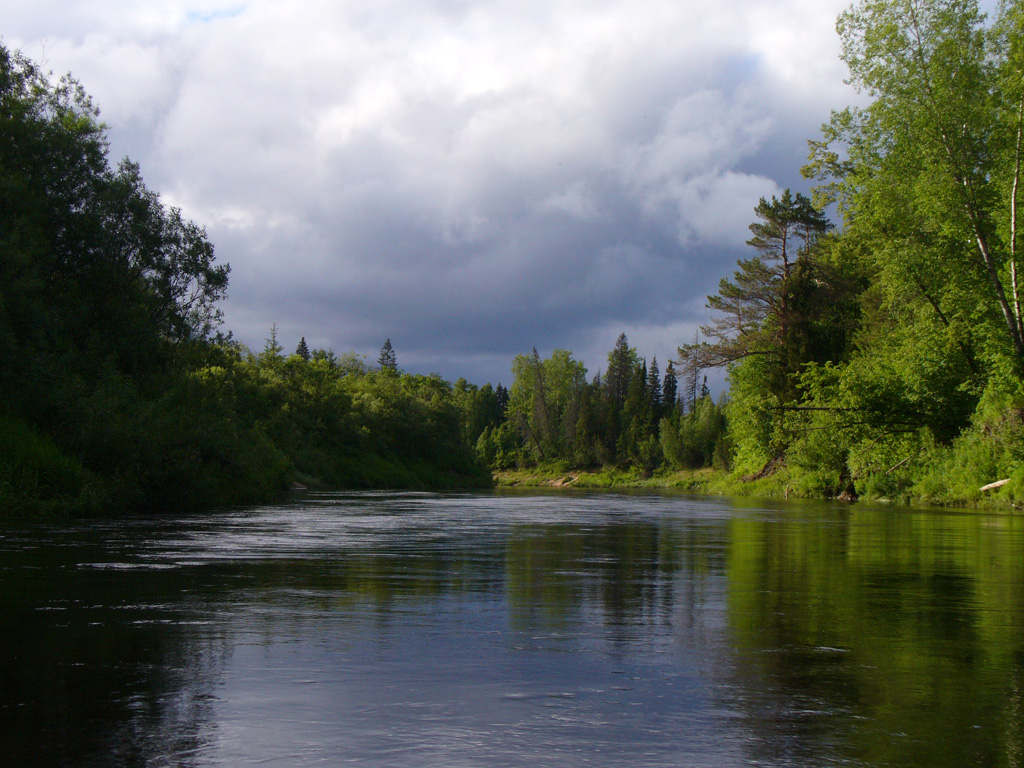
El río en su curso superior.
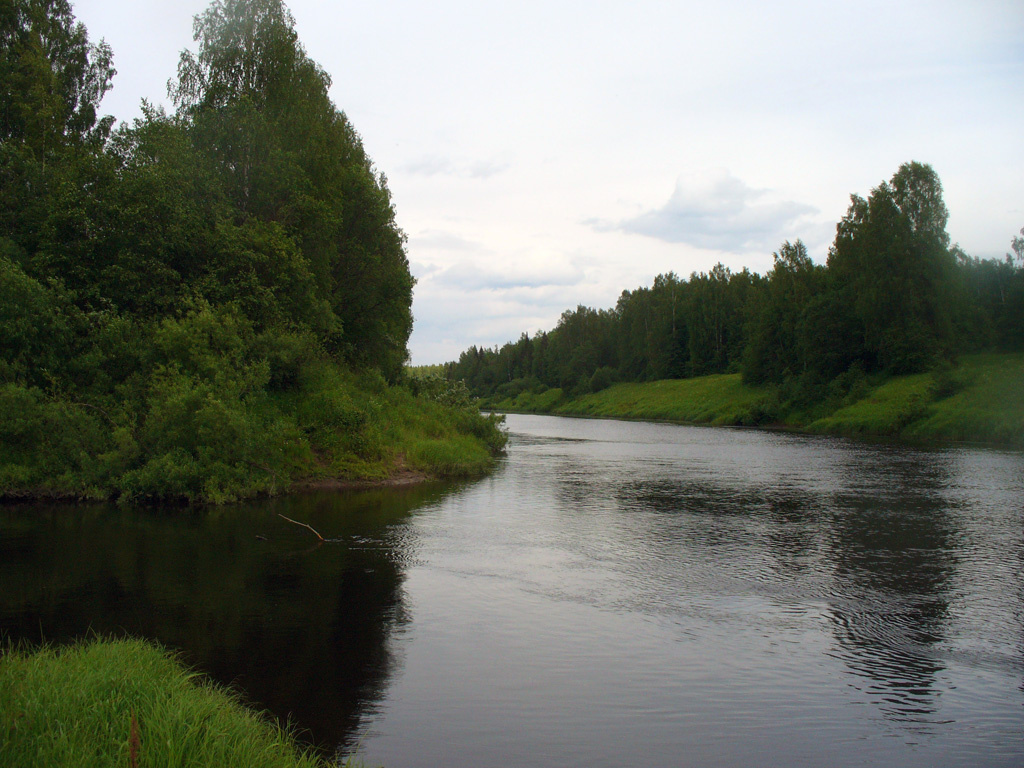
Desembocadura del Kunozh.
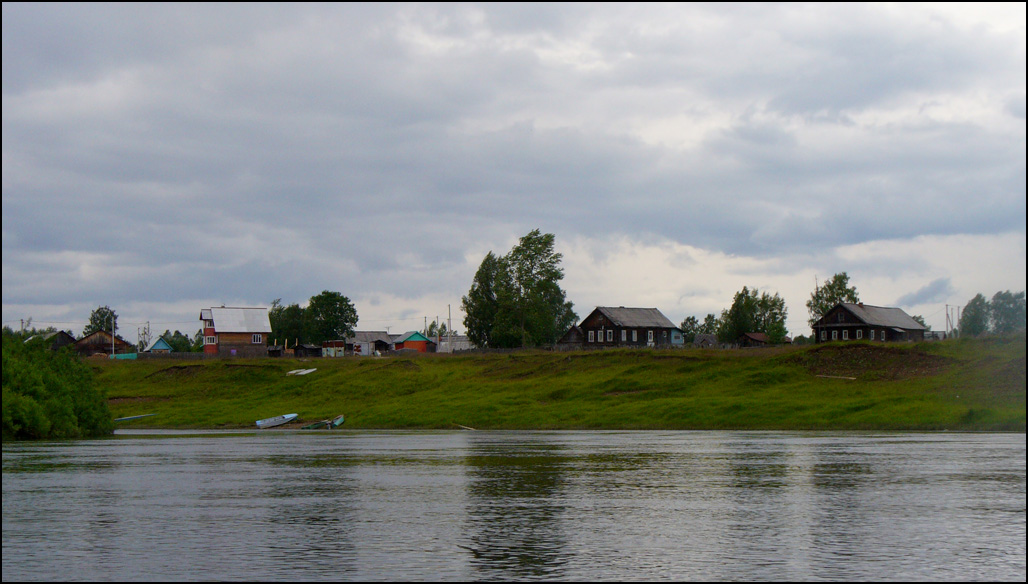
El río a su paso por el pueblo de Kunozh.
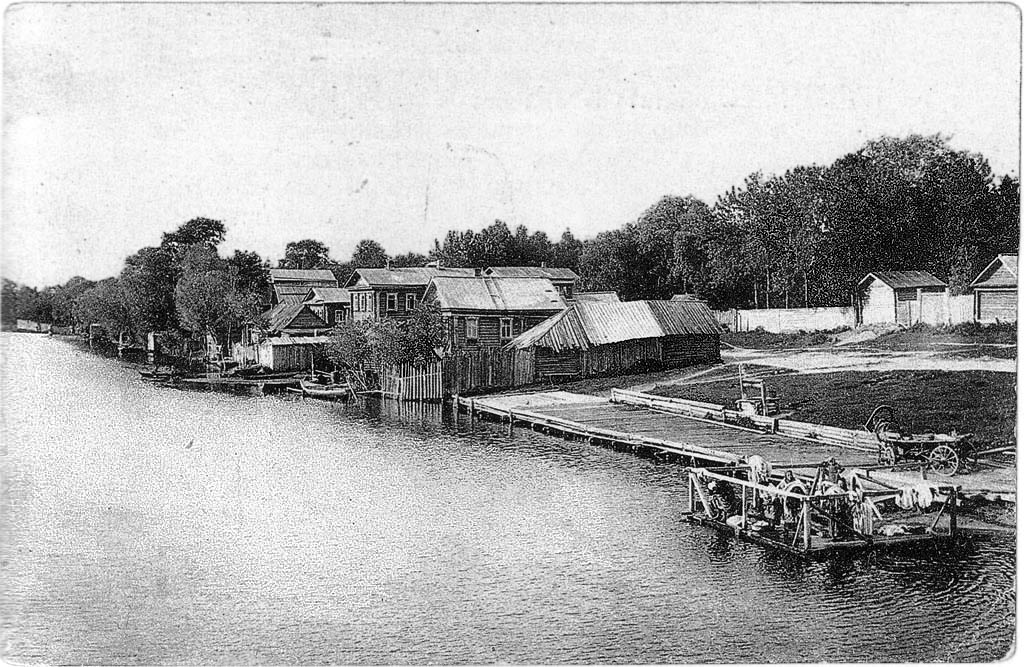
El río cerca de Melenki, siglo XIX.
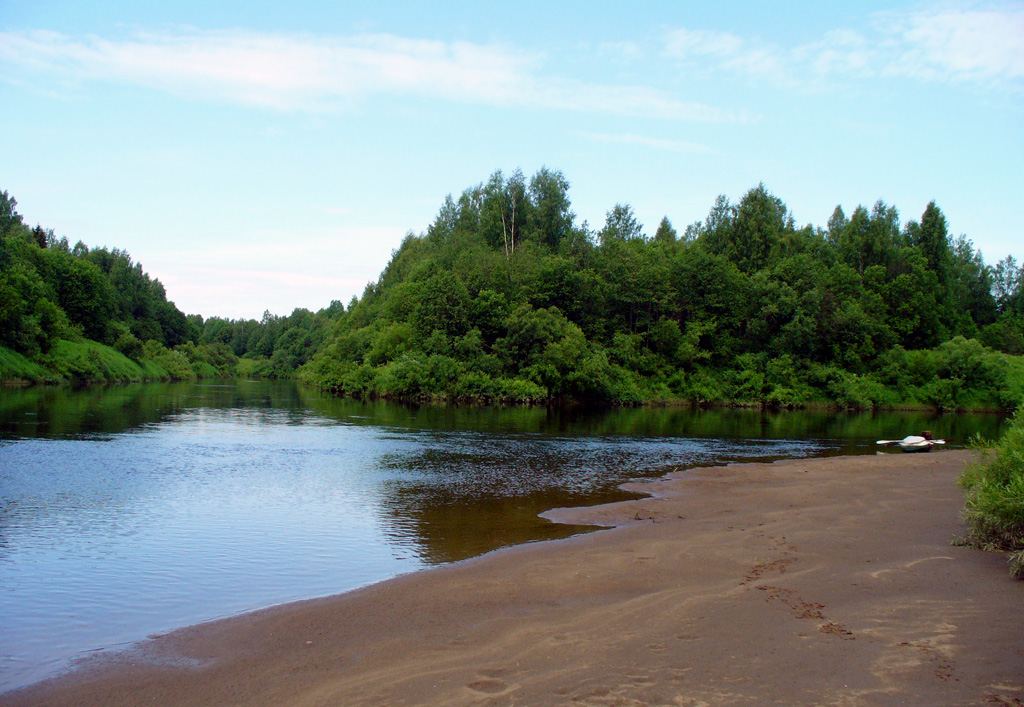
Confluencia con el Viga.
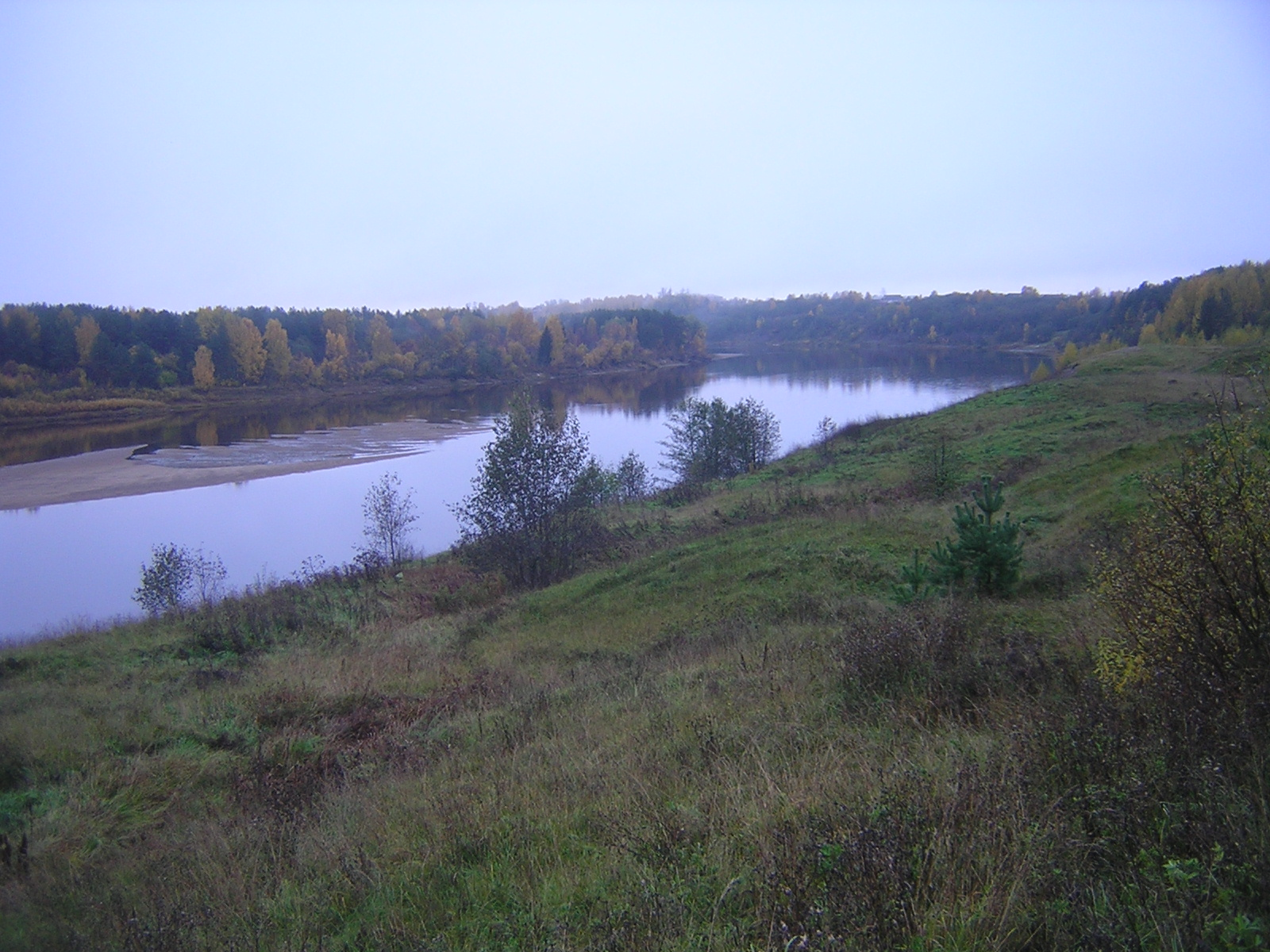
El Unzha cerca de Makariev.